# Villa von Donop
Die Villa von Donop, nach offizieller Bezeichnung Villengebäude mit Vorgarteneinfriedung, ist ein Profanbau aus dem Jahr 1887, der als Baudenkmal in der Denkmalliste der Stadt Detmold im Kreis Lippe eingetragen ist.

## Geschichte
Adolar von Donop (1846–1922) war der jüngste Sohn der Eheleute August von Donop und Auguste von Donop und der Bruder von Lionel und Hugo von Donop. Wie viele seiner Vorfahren und Verwandten unterhielt von Donop enge Beziehungen zum Haus Lippe, so war er unter anderem persönlicher Adjutant Leopolds III. und unter Ernst zur Lippe-Biesterfeld Fürstlich-Lippischer Kammerherr. Anders als seine Brüder hatte er bis zu seinem Tod seinen Wohnsitz in Detmold. Nach der Hochzeit mit Anna Elisabeth Lucie Troost (1848–1920) vom Rittergut Hornoldendorf bezog er 1868 eine Wohnung in der Gartenstraße.
Nach dem Deutsch-Französischen Krieg erlebte Detmold ein rasches Wachstum insbesondere der bebauten Fläche, raus der Enge der historischen Innenstadt. Die projektierten Wohnviertel südlich der Stadt galten dabei als bevorzugte Wohnlage. Schon 1871 wurde der Name Freiligrathstraße festgelegt, die eigentliche Straße entstand um 1875. Von Donop beauftragte den 1882 bis 1887 amtierenden Regierungsbaumeister Bernhard Hermann Meyer mit dem Entwurf einer Villa an der Ecke Freiligrathstraße/Palaisstraße und reichte am 3. Juli 1886 das Baugesuch ein mit dem Wunsch, möglichst noch im selben Jahr das Haus beziehen zu können. Der Rohbau war im November 1886 fertiggestellt, der Bezug erfolgte 1887. Zu dieser Zeit war das Grundstück zur Freiligrathstraße bereits mit einer Mauer eingefriedet. Zur Palaisstraße gab es hingegen lediglich einen Holzzaun, da der genaue Verlauf von Straße und Häuserlinie noch nicht feststand. Erst 1902 wurde an beiden Straßenseiten die heute noch bestehende Muschelkalksteinmauer mit Eisengitterzaun nach Plänen des Baumeisters Martin Danjes erbaut.

## Architektur

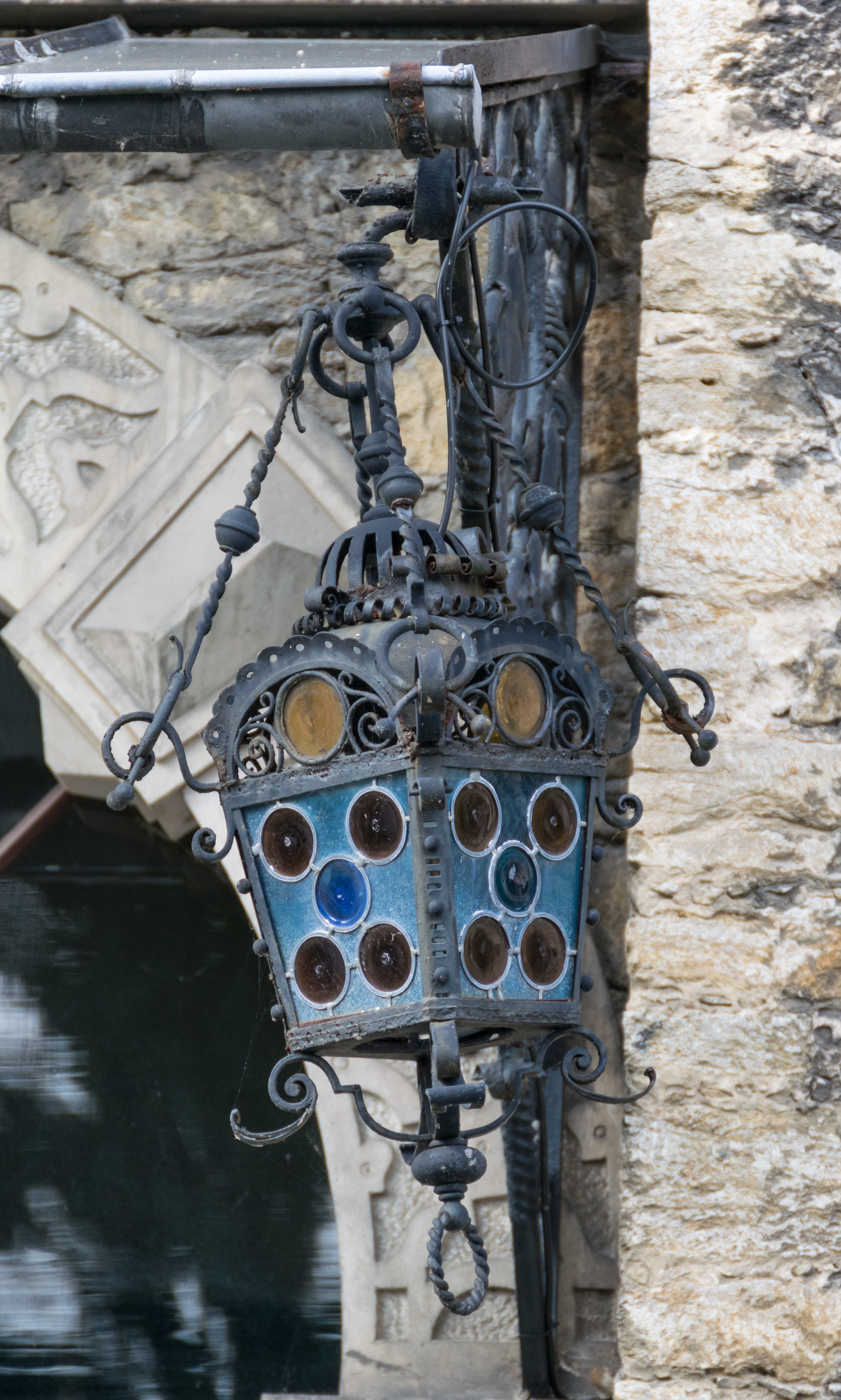
Laterne am Eingang

Die Bruchstein-Villa mit unregelmäßigem Grundriss steht auf einem hohen Kellergeschoss und hat ein Vollgeschoss.
Zur Straßenecke hat das Gebäude einen zweigeschossigen, turmartigen Vorbau mit Pyramidendach. Auf dem Dach befinden sich eine umlaufende, schmiedeeiserne Brüstung und eine Wetterfahne. Im Dach sind drei Dachhäuschen, das mittlere mit Walmdach, die beiden kleineren mit Welscher Haube. Vor dem Vorbau steht noch ein Söller mit Bleiglasfenstern in den schmalen Seiten. Der überdachte Freisitz darauf ist in neuerer Zeit mit Fenstern und Brettern geschlossen worden. Zur Freiligrathstraße springt ein Seitenrisalit leicht hervor. An beiden Seiten des Giebels stehen Obelisken, Werksteinkugeln ziehen sich den Dachrand hinauf. Abgeschlossen wird der Blendgiebel durch einen kunstvoll gearbeiteten Maueranker und eine Fächerrosette.
Die Dachflächen sind mit Schiefer eingekleidet, Grate und Firste mit rötlichen Schieferplatten akzentuiert. Beim Turmdach sind diese Verzierungen bei einer Sanierung nach 1995 verlorengegangen.
Der über eine Freitreppe und ein Podest erreichbares Eingang hat ein Glasvordach auf einer kunstvollen Eisenkonstruktion, daran hängt eine Laterne mit Eisengestell. Die zweiflügelige Haustür stammt wohl aus der Bauzeit. Im Inneren sind die Raumaufteilung und wesentliche Teile der Ausstattung, darunter historische Holzdekorationen, erhalten. Das zur Freiligrathstraße gelegene, schmiedeeiserne Tor enthält die Initialen der Eheleute von Donop: AvD und LvD.
Weitere Erwähnung verdienen die Fenster, von denen zahlreiche noch im bauzeitlichen Zustand vorliegen, einige davon als Bleiglasfenster. So zeigen zum Beispiel die seitlichen Fenster im Altan unter anderem eine weiße Amphore, die von drei blauen Blüten umwirbelt wird. Im mittleren Oberlichtflügel des Esszimmerfensters ist das Vollwappen Adolar von Donops dargestellt. Besonders bemerkenswert ist die bleiverglaste Lichtkuppel im Flur des Obergeschosses: Auf einer großen Fläche ist hier mittig das Lippische Wappen dargestellt, umlaufend ein grünes, geschweiftes Schleifenband, das an zwei gegenüberliegenden Seiten vom Donopschen Adelswappen unterbrochen wird.